# Čchen Čchiou-š'
Čchen Čchiou-š' (čínsky pchin-jinem Chén Qiūshí, znaky zjednodušené 陈秋实; * září 1985 prefektura Ta-sing-an-ling, Chej-lung-ťiang) je čínský právník, aktivista a amatérský novinář, který během epidemie koronaviru na přelomu ledna a února 2020 podával na internetu zprávy z karanténou uzavřeného města Wu-chan.

## Kariéra
Čchen pochází z prefektury Ta-sing-an-ling v čínské provincii Chej-lung-ťiang. V roce 2007 vystudoval právo na Chej-lung-ťiangské univerzitě. Advokátní zkoušku složil v roce 2014 a začal praktikovat v Pekingu. Do té doby vystřídal několik zaměstnání, včetně policejního zpravodajce nebo televizního moderátora. V roce 2018 si založil účet na sociální síti Douyin (TikTok v Číně), kam nahrával videa s právní tematikou. Během protestů v Hongkongu v roce 2019 zveřejnil na platformě Weibo (čínské obdobě Twitteru) záběry z demonstrací na podporu i namířených proti vládě v Pekingu, které měly dokázat, že demonstranti nejsou jen výtržníci. Čchen Čchiou-š' byl donucen vrátit se zpět do pevninské Číny a všechny jeho účty na čínských sociálních médiích byly odstraněny.

## Epidemie ve Wu-chanu
Čchen přijel z vlastní iniciativy 24. ledna 2020 vlakem do Wu-chanu, kde o měsíc dříve začala epidemie koronaviru SARS-CoV-2, a kde byla spolu s dalšími městy provincie Chu-pej vyhlášena 23. ledna karanténa. Na svých účtech na YouTube a Twitteru sdílel fotografie a videa z místních ulic a nemocnic a vlogy, ve kterých popisoval situaci ve městě a rychle získal statisíce sledujících. V rozhovoru pro Quartz Čchen uvedl, že v obavách ze zadržení a nucené deaktivace účtů předal přihlašovací údaje známým v zahraničí s instrukcemi, aby změnili hesla, pokud se jim přestane ozývat. Poslední kontakt s přáteli či rodinou navázal 6. února. Podle jeho známéno Sü Siao-tunga byl umístěn do nedobrovolné karantény po dobu 14 dní, ačkoliv nevykazoval známky nakažení a byl mu zabaven mobilní telefon.
Kromě Čchena o několik dní později zmizel další amatérský novinář – prodavač oděvů z Wu-chanu Fang Pin. Fang původně nahrával na YouTube videa o tradičním čínském ošacení, po vypuknutí epidemie ale začal podávat reportáže z ulic města. Ve svém posledním videu vyzýval 9. února obyvatele Číny k odporu a předání moci do rukou lidu. Podle lidskoprávní organizace Chinese Human Rights Defenders bylo v Číně potrestáno za údajné šíření fám ohledně epidemie 350 lidí. Čchen se, jako stále pohřešovaný, objevil na prvním místě březnového seznamu 10 nejzávažnějších případů ohrožujících svobodu tisku sestavovaného iniciativou One Free Press Coalition, která sjednocuje vydavatelství a tiskové agentury.
Podle Sü Siao-tunga byl v září 2020 Čchen stále pod přísným dohledem a nebyl z ničeho obžalován. Právník v oblasti lidských práv anonymně potvrdil deníku South China Morning Post, že Čchen žije pod dohledem u rodičů ve městě Čching-tao. 30. září 2021 se Čchen objevil ve videu Sü Siao-tunga na YouTube, ve kterém mluvil o bojových uměních a vrátil se na Twitter. Ve svém prvním příspěvku napsal: „Za posledních dvacet měsíců jsem zažil spoustu věcí a o některých z nich nemůžu mluvit. Doufám, že máte pochopení.“